# Premio E. Bright Wilson per la spettroscopia
Il premio E. Bright Wilson per la spettroscopia (in inglese E. Bright Wilson Award in Spectroscopy) è un premio assegnato annualmente dall'American Chemical Society per la spettroscopia in chimica. Fu consegnato per la prima volta nel 1997 ed è così chiamato in onore di E. Bright Wilson. 

## Vincitori
- 1997 Ahmed Zewail
- 1998 Robin M. Hochstrasser
- 1999 Richard N. Zare
- 2000 Ad Bax
- 2001 William A. Klemperer
- 2002 Takeshi Oka
- 2003 Marilyn E. Jacox
- 2004 James K.G. Watson
- 2005 Eizi Hirota
- 2006 Donald H. Levy
- 2007 Michael D. Fayer
- 2008 Jack H. Freed
- 2009 Paul Barbara
- 2010 George W. Flynn
- 2011 Veronica Vaida
- 2012 Robert W. Field